# (5300) Sats
(5300) Sats (1974 SX1) – planetoida z pasa głównego asteroid okrążająca Słońce w ciągu 3,43 lat w średniej odległości 2,27 j.a. Odkryta 19 września 1974 roku.